# Helmut Federle

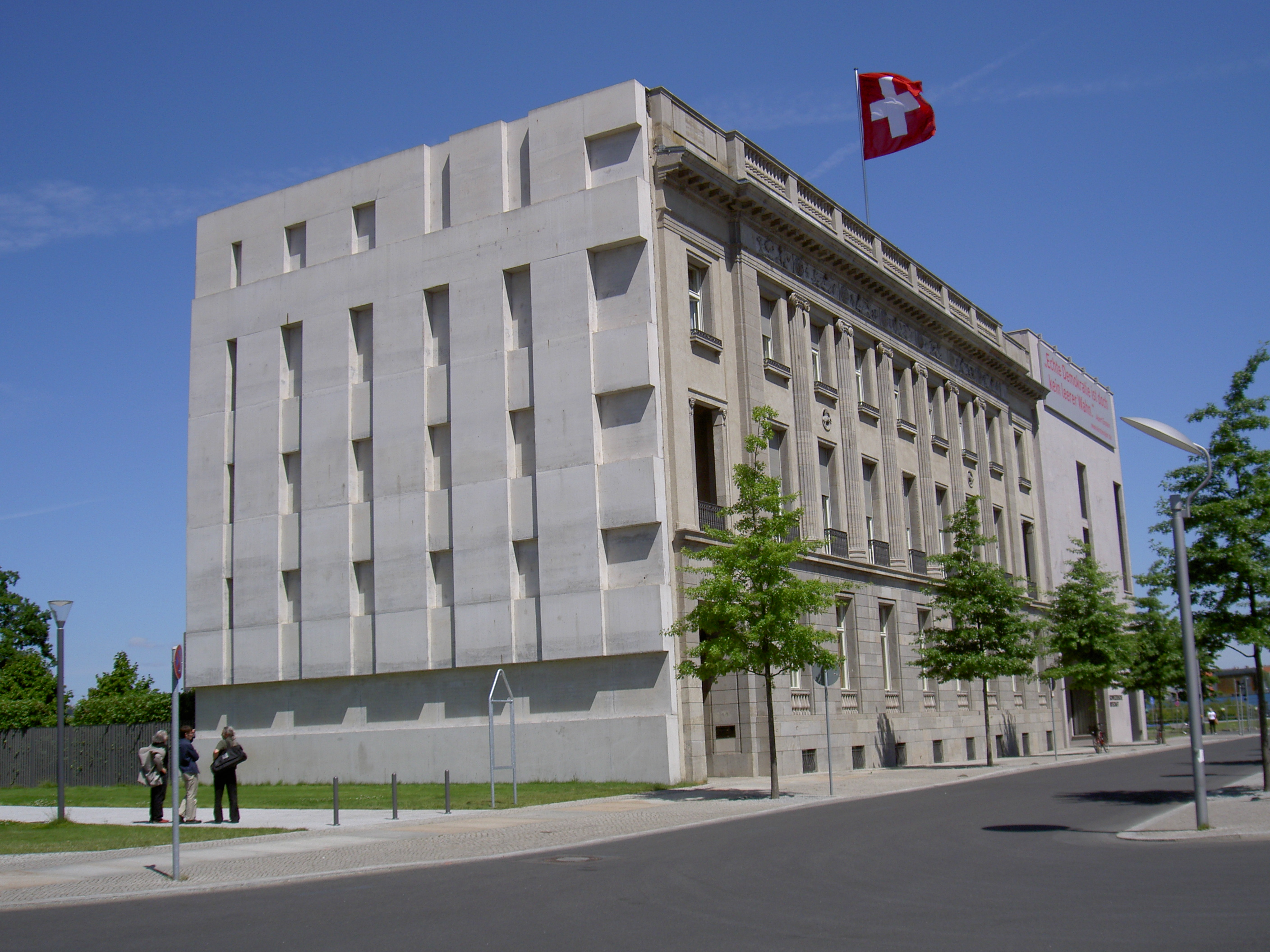
Sichtbetonrelief an der Schweizerischen Botschaft Berlin

Helmut Federle (* 31. Oktober 1944 in Solothurn) ist ein Schweizer Maler.

## Werdegang
Helmut Federle verbrachte seine Kindheit und Jugend in St. Margrethen im Kanton St. Gallen. Zunächst betätigte er sich als Sänger und Gitarrist/Akkordeonist. 1959 entstanden erste kleine Bilder mit seinen Initialen HF als Motiv. Von 1964 bis 1969 studierte Federle an der Allgemeinen Gewerbeschule Basel unter anderem in der Malklasse von Franz Fedier und stellte 1971 in der Basler Galerie Riehentor aus. Es folgten Reisen nach Tunis und die USA, wo er sich u. a. mit den Arbeiten von Mark Rothko und Agnes Martin beschäftigte. Zusammen mit seinem Malerfreund Martin Disler stellte er 1976 im „Kunstmuseum der Stadt Solothurn“ aus. Es folgte eine Einzelausstellung in der Basler Galerie Elisabeth Kaufmann. Motive der Bilder waren teilweise auf kleine Dreiecke reduzierte Berge. 1979 zeigte Federle in der Kunsthalle Basel unter der Leitung von Jean-Christophe Ammann grossformatige Bilder mit geometrischen Formen. Die Ausstellung stiess jedoch meist auf Unverständnis. Von 1979 bis 1980 lebt Federle in New York und hat dort seine erste Ausstellung im C-Space (zusammen mit John M. Armleder, Olivier Mosset, und Christoph Gossweiler). 1981 erschien das Künstlerbuch New Suicide Grafic, Faces and other Pieces und 1984 das Künstlerbuch Arbeit der Neuen Ordnung (NSG II). Von 1983 bis 1984 lebte Federle in Zürich, erhielt einen Lehrauftrag in Reykjavík. Danach zog er nach Wien um, wo er seither lebt und mit der Galerie nächst St. Stephan zusammenarbeitet. 1997 vertrat Federle die Schweiz auf der XLVII. Biennale in Venedig. Von 1999 bis 2007 war er Professor für Malerei an der Kunstakademie Düsseldorf.

## Kunst am Bau
- Glasarbeit in der Nachtwallfahrtskapelle Locherboden von Gerold Wiederin[2]
- Kunstverglasung in der Landeszentralbank, Meiningen von Hans Kollhoff[3]
- Sichtbetonrelief an der Schweizerischen Botschaft, Berlin von Diener Diener[4]
- Farbkonzept der Neuen Welt Schule, Wien von Adolf Krischanitz[5]
- Sichtbetonrelief im Museum Rietberg von Adolf Krischanitz[6]
- Ausstellungsräume in der Sammlung Goetz, München von Herzog de Meuron und J. P. Meier-Scupin[7]

## Ehrungen und Auszeichnungen
- 1969: Eidgenössisches Kunststipendium
- 1972: Eidgenössisches Kunststipendium
- 2008: Prix Aurelie Nemours[8]
- 2016: Preis der Sammlung Ricola[9]

## Ausstellungen
- 1967: Salon des Arts, Tunis (mit Zoomby Zangger)
- 1976: Kunstmuseum Solothurn
- 1976–1977: EHS, Dudweiler/Saarbrücken
- 1979: Kunsthalle Basel
- 1989: Museum Haus Lange, Krefeld
- 1989: Kunsthalle Bielefeld
- 1989: Kunstverein in Hamburg
- 1995: Kunstmuseum Bonn
- 1995: Galerie nationale du Jeu de Paume, Paris
- 2000: Kunsthaus Bregenz
- 2002: Musée des Beaux-Arts de Nantes
- 2009: Galerie Peter Blum, New York,
- 2010: Galerie nächst St. Stephan, Wien
- 2012: Kunstmuseum Luzern, Luzern
- 2013–2014: Peter Blum Gallery, New York
- 2017: Museu Caluste Gulbenkian, Lissabon
- 2019: Kunstmuseum Basel
- Paul-Löbe-Haus, Berlin von Stephan Braunfels

## Publikationen
- New Suicide Grafic, Faces and other pieces. Verlag Nachbar der Welt, Zürich 1981.
- Arbeit der Neuen Ordnung (NSG II). AQ-Verlag, Dudweiler 1983.